# Área não incorporada
Em direito, uma área não incorporada é uma região de terra que não faz parte de nenhum município. O ato de "incorporar" se dá por meio da corporação municipal.
- Nos Estados Unidos, essas áreas são chamadas comunidades não incorporadas (unincorporated communities, em inglês).[2]
- Na Alemanha, essas áreas são chamadas gemeindefreie Gebiete (plural, singular: gemeindefreies Gebiet).[3]